# Casa al carrer Rectoria, 13 (Sant Hilari Sacalm)
La Casa al carrer Rectoria, 13 és una obra de Sant Hilari Sacalm (Selva) inclosa a l'Inventari del Patrimoni Arquitectònic de Catalunya.

## Descripció
Edifici entre mitgeres, situat al carrer Rectoria del nucli urbà de Sant Hilari Sacalm.
L'edifici, de planta baixa i dos pisos, està cobert per una teulada de teula àrab, amb el ràfec amb les encavallades de fusta visibles.
A la façana, hi ha la porta d'entrada amb llinda monolítica que conté una inscripció i una orla barroca amb les lletres IHS, amb una creu sobre la lletra H, inscrites dins un sol. Aquest sol, està al centre de la llinda, i al costat d'aquest hi ha escrit a l'esquerra ANTONI i a la dreta COR?BERA. També hi ha la data 1?10 (la segona xifa no s'aprecia, podria ser 1710 o 1810, per l'arquitectura de les obertures de la planta baixa, però més segur 1810 per la xifra que sembla intuir-se). Els brancals són de carreus de pedra. Al costat esquerre també hi ha una finestra amb brancals de pedra i llinda monolítica.
Al primer pis, dues finestres quadrangulars en arc de llinda.
Al segon pis, un balcó central sense llosana però amb barana de ferro forjat, amb l'obertura en arc de llinda. El balcó està flanquejat per dues finestres quadrangulars.
La façana està arrebossada i pintada de color groc mostassa.

## Història
Segons la inscripció a la llinda de la porta l'edifici data del 1810 i pertanyia a la família Corbera.